# Asura bipartita
Asura bipartita är en fjärilsart som beskrevs av Rothschild 1916. Asura bipartita ingår i släktet Asura och familjen björnspinnare. Inga underarter finns listade i Catalogue of Life.